# Chillagoeidae
Chillagoeidae (лат.) — семейство ракообразных из отряда бокоплавов (Crangonyctoidea, Gammarida).

## Описание
Тело латерально сжато. Глаза отсутствуют. Кальцеоли антенн 1—2 крангониктоидные (тип 9). Антенна 1 субравна по длине или длиннее антенны 2; стебельчатый членик 1 субравен или длиннее членика 2; членик 2 длиннее членика 3; членик 3 короче членика 1; стебельчатые членики 1-2 не геникулированы; вспомогательный жгутик короткий. Стебельчатый членик 1 антенны 2 увеличен, луковицеобразный.

## Классификация
Включает 3 вида из трёх родов.
- Carnarvonis King, Stringer & Leijs, 2023
  - Carnarvonis katjae King, Stringer & Leijs, 2023 — Австралия[3]
- Chillagoe Barnard & Williams, 1995
  - Chillagoe thea Barnard & Williams, 1995 — Австралия[4]
- Warregoensis King, Stringer & Leijs, 2023
  - Warregoensis lowryi King, Stringer & Leijs, 2023 — Австралия